# Ljubov' Petrova
Ljubov' Petrova (in russo Любовь Петрова?; ...) è un soprano russo.
Allieva del Conservatorio Tchaikovsky di Mosca, ha ottenuto il primo premio sia al Rimsky-Korsakov nel 1998 che al Concorso Obratztsova nel 1999.
Studentessa del Lindemann Young Artist Development Program al Metropolitan Opera debutta nel 2001 nel ruolo di Zerbinetta in Ariadne auf Naxos diretta da James Levine. Sempre al Metropolitan nello stesso anno è una serva in Die Frau ohne Schatten diretta da Christian Thielemann, nel 2002 Barbarina ne Le nozze di Figaro con Ferruccio Furlanetto, Bat in L'Enfant et les sortilèges con Danielle de Niese diretta da Levine e Nannetta in Falstaff con Juan Pons, nel 2003 Adele in Die Fledermaus e Blonde in Die Entführung aus dem Serail, nel 2004 Sophie in Werther con Roberto Alagna, Xenia in Boris Godunov, Elvira ne L'italiana in Algeri con Juan Diego Flórez e Furlanetto e Woglinde in Das Rheingold e ne Il crepuscolo degli dei, nel 2005 Sophie in Der Rosenkavalier con Susan Graham ed Oscar in Un ballo in maschera con Marcello Giordani diretta da James Conlon e nel 2006 Norina in Don Pasquale e Pamina in Die Zauberflöte. Fino ad oggi ha preso parte a sessantasette rappresentazioni del Met.
Al Glyndebourne Festival Opera con la London Philharmonic Orchestra nel 2003 è Adele in Die Fledermaus (rappresentata anche alla Royal Albert Hall e nel 2006 Louisa in Betrothal in a Monastery di Sergei Prokofiev (di cui esiste un CD).
All'Opéra National de Paris nel 2004 è Zerbinetta in Ariadne auf Naxos.
Il ruolo più famoso è quello della Regina della Notte nel film Il flauto magico di Kenneth Branagh, basato sull'opera omonima di Mozart.
Al Washington National Opera nel 2006 è Elvira ne L'italiana in Algeri con Juan Diego Flórez, nel 2009 Zerbinetta in Ariadne auf Naxos e nel 2011 è Lucia di Lammermoor.
Nel 2011 è Aristea ne L'Olimpiade di Giovanni Battista Pergolesi al Teatro studio Valeria Moriconi di Jesi.
Nel 2012 è Gilda in Rigoletto alla Pittsburgh Opera.
Nel 2013 è Lisinga in Demetrio e Polibio al Teatro di San Carlo di Napoli.

## Repertorio[3]
- Ariadne auf Naxos - Zerbinetta
- Un ballo in maschera - Oscar
- Der Rosenkavalier - Sophie
- Werther - Sophie
- Falstaff - Nannetta
- Betrothal in a Monastery -
- Die Ägyptische Helena
- L'italiana in Algeri - Elvira
- Manon
- Boris Godunov - Xenia
- Das Rheingold e Götterdämmerung - Woglinde
- Die Fledermaus - Adele
- Die Entführung aus dem Serail - Blondche

- Lucia di Lammermoor
- Ruslan e Lyudmila - Lyudmila
- Sneguročka - Sneguročka
- Fidanzata dello Zar - Marty
- La Wally - Walter
- La traviata - Violetta
- Rigoletto, Don Pasquale
- Die Zauberflöte - Pamina
- Matrimonio al monastero
- Orlando, Romeo e Giulietta e L’Arbore
- Le nozze di Figaro - Susanna
- Norma - Adalgisa
- Die Zauberflöte  - Regina della notte

## Discografia
- Prokofiev: Betrothal in a Monastery (Glyndebourne) - Viacheslav Voynarovskiy/Andrey Breus/Lyubov Petrova/Alexandra Durseneva/Vladimir Jurowski/London Philharmonic Orchestra/The Glyndebourne Chorus, 2013 Glyndebourne Enterprises - X5 Music Group

## DVD
- Pergolesi: L'Olimpiade (Fondazione Pergolesi Spontini, 2011) - Lyubov Petrova, Arthaus Musik/Naxos
- Strauss II J: Die Fledermaus (Glyndebourne, 2003) - Lyubov Petrova/Thomas Allen, Opus Arte/Naxos
- Il flauto magico (film 2006)